# 7 de febrer
El 7 de febrer és el trenta-vuitè dia de l'any del calendari gregorià. Queden 327 dies per finalitzar l'any i 328 en els anys de traspàs.

## Esdeveniments
Països Catalans
- 1521 - Palma: els agermanats mallorquins es revolten per exigir l'alliberament dels dirigents dels gremis, fets presos el dia abans.[cal citació]
- 1888 - Barcelona: Àngel Guimerà estrena Mar i cel al Teatre Romea.[1]
- 1897 - Tortosa: Estrena de Terra Baixa, d'Àngel Guimerà, en català, al Teatre Principal de Tortosa, amb la companyia Teodor Bonaplata.[2]

Resta del món
- 1236: En el marc de la conquesta cristiana de Còrdova, el rei Ferran III "El Sant" arriba a la ciutat, que es trobava afeblida per la prèvia conquesta cristiana dels ravals de la Axerquía.[3]
- 1301: Eduardo de Caernarvon (qui arribarà a ser el rei Eduardo II d'Anglaterra) es converteix en el primer príncep de Gal·les.
- 1649 - Gran Bretanya: el país es converteix per única vegada en la seva història en una República, després que el polític i militar Oliver Cromwell aboleixi la monarquia i s'autoproclami Lord Protector. Aquest període republicà s'allargarà durant 11 anys, fins que el 1660 Carles II reinstauri la Monarquia.
- 1783 - Gibraltar i Badia d'Algesires: les tropes espanyoles aixequen el Setge de Gibraltar (1779-1783), ja que les forces de la ciutat van resistir-lo, en el context de la Guerra d'Independència dels Estats Units.
- 1932 - Es publica a la revista Nature el descobriment del neutró, fet per James Chadwick.
- 1971 - Té lloc a Suïssa una votació federal sobre el dret a vot de les dones, que serà formalment efectiu el 16 de març del 1971.
- 1992 - Signatura del Tractat de Maastricht, que no entrarà en vigor fins a l'1 de novembre de 1993.
- 2005 - Ellen MacArthur, navegant especialista en rutes de llarga distància en solitari, bat el rècord de la circumnavegació en solitari més ràpida, amb 71 dies, que li va donar fama mundial.

## Naixements
Països Catalans
- 1836 - Reus: Josep Tapiró i Baró, pintor català.
- 1873 - Sabadell: Paco Mutlló i Noguera, industrial, banquer i polític.
- 1902 - Pont Major: Camil Geis i Parragueras, poeta, músic i sacerdot catòlic.
- 1913 - Barcelona: Ramon Mercader, militar i polític català, conegut per ser l'assassí de Lev Trotski.
- 1921 - Madrid: Teresa Juvé Acero, pedagoga i escriptora catalana d'origen madrileny.
- 1931 - Barcelona: Miquel Milà i Sagnier, dissenyador industrial i interiorista català (m. 2024).[4]
- 1940:
  - Felanitx: Miquel Bauçà Rosselló, escriptor mallorquí.
  - Barcelona: Fernando Fernández Sánchez, dibuixant de còmics, il·lustrador, periodista i pintor català.
- 1948 - Vilamacolum: Miquel Diumé i Vilà, periodista català.
- 1950 - Barcelona: Ramon Solsona i Sancho, escriptor, periodista i publicista català.
- 1989 - Maçanet de la Selva: Natàlia Figueras i Pagès, advocada i política catalana; ha estat regidora i diputada al Parlament.[5]
- 1990 - Banyoles, Pla de l'Estany: Esther Guerrero, atleta catalana.[6]
- 1992 - Reus: Sergi Roberto i Carnicer, jugador de futbol professional català.

Resta del món
- 1102 - Westminster (Anglaterra): Matilde d'Anglaterra, filla del rei Enric I d'Anglaterra i reina consort de l'emperador romanogermànic Enric V (n. 1167).[7]
- 1478 - Londres, Anglaterra: Thomas More, jurista i escriptor anglès
- 1702 - Carl August Thielo, compositor danès del Barroc.
- 1812 - Landport, Hampshire, Anglaterra: Charles Dickens, escriptor[8]
- 1867 - Pepin, Wisconsin, Estats Units: Laura Ingalls Wilder, escriptora estatunidenca.[9]
- 1885 - 
  - Sauk Centre, Estats Units: Sinclair Lewis, escriptor i dramaturg, Premi Nobel de Literatura de 1930.
  - Brest: Berthe Sylva, pseudònim de Berthe Faquet, cantant francesa de cafè concert (m. 1941).[10]
- 1889 - Pavia: Claudia Muzio, soprano lírica italiana (m. 1936).[11]
- 1901 - Valença, estat de Rio de Janeiro: Clementina de Jesus, cantant brasilera (m. 1987).[12]
- 1905 - Estocolm, Suècia. Ulf von Euler, metge i farmacòleg suec, Premi Nobel de Medicina o Fisiologia de 1970
- 1910 - Toruń, Prússia Occidental: Elsa Thiemann, fotògrafa alemanya, alumna de la Bauhaus (m. 1981).[13]
- 1927 - Montpeller, França: Juliette Gréco, cantant i actriu francesa.[14]
- 1940 - Nagoya, Aichi, Japó: Toshihide Maskawa, físic japonès, Premi Nobel de Física de l'any 2008.
- 1956 - Tomsk, Rússia: Zinaida Greceanîi, economista i política, ha estat primera ministra de Moldàvia.[15]
- 1960 - Glasgow, Escòcia: Steve Bronski, compositor escocès.
- 1966 - Leipzig, RDA: Kristin Otto, nedadora alemanya guanyadora de 6 medalles olímpiques en els Jocs Olímpics de 1988.[16]
- 1969 - Brussel·les: Adélaïde de Caters, arquitecta belga establerta a Catalunya.
- 1974 - Johannesburg, Sud-àfrica: Steve Nash exjugador professional canadenc de la NBA.
- 1975 - Neuilly-sur-Seine: Emily Loizeau, cantautora francobritànica.[17]
- 1978 - Cedar Rapids: Ashton Kutcher, actor estatunidenc.
- 1979 - Ta'izz, Iemen: Tawakul Karman, activista iemenita, Premi Nobel de la Pau de l'any 2011.[18]
- 1985 - Brooklyn, Nova York: Deborah Ann Woll, actriu de cinema i televisió novaiorquesa.

## Necrològiques
Països Catalans
- 1602 - València: Francesc Agustí Tàrrega, escriptor i canonge valencià.
- 1891 - Barcelona: Rossend Nobas i Ballbé fou un orfebre i escultor català.
- 1911 - Sabadell: Pau Colomer i Oliver, industrial tèxtil, comerciant, escriptor i promotor de la cultura catalana.
- 1916 - Vic: Josep Torras i Bages, eclesiàstic i escriptor català.
- 1919 - Barcelona: Maria Lluïsa Ponsa, escriptora, compositora i pianista catalana (n. 1875).[19]
- 1939 - Pont de Molins, Alt Empordà: Anselmo Polanco Fontecha, bisbe de Terol, beatificat.
- 1959 - Barcelona: Joaquim Peris de Vargas fou dirigent esportiu.
- 1985 - Ciutadella de Menorca: Catalina Llabrés Piris, primera dona farmacèutica de les Illes Balears (n. 1901).[20]
- 2004 - San Diego: Emilia Guiu, actriu catalano-mexicana (n. 1922).[21]

Resta del món
- 1127 - Klein-Wien, Àustria: Ava de Melk o Ava de Göttweig (n. ca. 1060), primera poeta coneguda en llengua alemanya.[22]
- 1560 - Florència, Itàlia: Baccio Bandinelli, escultor i pintor florentí del manierisme (n. 1488).
- 1743 - Pistoia, Itàlia: Lodovico Giustini, compositor italià (57 anys).
- 1823 - Londres: Ann Radcliffe, novel·lista britànica, pionera de la novel·la gòtica (n. 1764).[23]
- 1862 - Madrid: Francisco Martínez de la Rosa, poeta, polític i dramaturg espanyol i president del consell de Ministres d'Espanya.
- 1878 - Palau Vaticà, Roma (Itàlia): Pius IX, 255è Papa de l'Església Catòlica (n. 1792).[24]
- 1901 - Madrid: Ana Betancourt, dissident i revolucionària cubana que donà suport a l'independentisme cubà, i activista feminista (n. 1832).
- 1918 - Sant Petersburg (Rússia): Aleksandr Serguéievitx Tanéiev, compositor rus (n. 1850).
- 1937 - Nova York (EUA): Elihu Root, polític nord-americà, Premi Nobel de la Pau de 1912 (n. 1845).
- 1956 - Nova York: Isabelle Vengerova, pianista i professora estatunidenca d'origen rus (n.1877).
- 1971 - Magúncia: Emy Roeder, escultora i dibuixant alemanya (n. 1890).[25]
- 1984 - Baviera?: Claire Bauroff, ballarina, coreògrafa, professora de ballet, actriu, model i escriptora alemanya (n. 1895).[26]
- 1994 - Varsòvia, Polònia: Witold Lutosławski, compositor polonès (n. 1913).[27]
- 1999 - Rochester (Minnesota), EUA: Hussein I de Jordània, rei de Jordània entre 1952 i 1999.
- 2001 - 
  - Zollikon: Marianne Breslauer, fotògrafa i marxant alemanya.
  - Vermont: Anne Morrow Lindbergh, escriptora i aviadora nord-americana (n. 1906).[28]
- 2006 - Ibrahim Kodra, pintor albanès.[29]
- 2007 - Drexel Hill, Pennsilvània (EUA): Alan MacDiarmid, químic estatunidenc d'origen neozelandès, Premi Nobel de Química de l'any 2000 (n. 1927).
- 2008 - Soesterberg, Països Baixos: Benny Neyman, cantautor.
- 2017 - París: Tzvetan Todorov, lingüista, filòsof, historiador, professor i teòric literari búlgar, naturalitzat francès (n. 1939).

## Festes i commemoracions

### Santoral[30]

#### Església Catòlica[31]
- Sants al Martirologi romà (2011): Màxim de Nola, bisbe (s. III); Parteni de Làmpsac, bisbe (s. IV); Moisès I, eremia i bisbe (ca. 390); Juliana de Bolonya, vídua; Llorenç de Siponto, bisbe (ca. 545); Ricard el Pelegrí, rei i pelegrí (722); Lluc el Jove, eremita a Corint (955); Francesco Pontillo, framenor (1812); Giovanni Lantrua da Triora, màrtir (1816)
  - Beats: Pius IX, papa (1878); Antonio Vici da Stroncone, franciscà (1461); Thomas Sherwood, màrtir (1578); Jacques Salès i Guillaume Saultemouche, jesuïtes màrtirs (1593); Rosalie Rendu, verge, Filla de la Caritat (1856); Eugénie Smet (1871), fundadora de l'Institut de les Germanes Auxiliadores de les Ànimes del Purgatori; Anna Maria Adorni (1893), fundadora de les Esclaves de la B.V.M. Immaculada i de l'Institut del Bon Pastor; Anselmo Polanco Fontecha, bisbe de Terol, i Felipe Ripoll Morata, prevere, màrtirs (1939); Wojciech Nierychlewski, prevere màrtir (1942); Petro Verhum, prevere màrtir (1957).
- Sants: Teodor el General, sant fictici; Crisoli de Tournai, bisbe (303); Adaucte de Frígia, màrtir (304); Fidel de Mèrida, bisbe (570); Vedast de Vercelli, bisbe (578); Amulví de Lobbes, abat i bisbe (ca. 750), Anatoli de Caors, bisbe
- Beats: Guillem de Morgex (s. VIII); Nivard de Claravall, cistercenc (1150); Rizziero della Muccia, franciscà (1236); Guglielmo Zucchi, sacerdot (1377).
- Venerables: Ava de Melk, reclosa (1127); Josep Torras i Bages, bisbe; Màrtirs de Široki Brijeg (1945).
- A l'Orde de la Mercè: Màrtirs Mercedaris d'Àfrica.

#### Església Copta
- 30 Tobi: Sofia, Fe, Esperança i Caritat de Milà, màrtirs; Maria, mare de Jesús.

#### Església Apostòlica Armènia
- 18 Arac': sant Gregori de Nazianz.

#### Església Ortodoxa (segons el calendari julià)
- Se celebren els corresponents al 20 de febrer del calendari gregorià.

#### Església Ortodoxa (segons el calendari gregorià)
Corresponen als sants del 25 de gener del calendari julià.
- Sants: Felicitat de Roma i els seus fills, màrtirs (166); Anatoli el Vell d'Optina; Castí de Bizanci, bisbe (240); Medula i companys màrtirs; Bretanió de Tomis, bisbe (380); Publi l'Asceta (380); Gregori de Nazianz, bisbe (390); Apol·lo de Tebes, monjo (s. IV); Mares de Síria (430); Demetri Skevofílax de Constantinoble (s. VIII); Moisès de Novgorod, bisbe (1362); Auxenci de Constantinoble, màrtir (1720); Vladímir de Kíev, metropolità i màrtir (1918); Pere de Voroneix, arquebisbe màrtir (1929); Basili de Priluksk, bisbe màrtir (1930); Atanàssia Lepeixkin, abadessa màrtir (1931); Borís, màrtir (1938).

##### Església Ortodoxa de Geòrgia
- Gabriel Kikodse, bisbe d'Imeretien (1896).

#### Església Evangèlica d'Alemanya
- Adolf Stoecker, rector i predicador (1909).